# Blahoviščenský rajón
Blahoviščenský rajón (ukrajinsky Благовіщенський район, do roku 2016 Uljanovský rajón, ukrajinsky Ульяновський район) byl rajón v Kirovohradské oblasti na Ukrajině. Hlavním městem bylo Blahoviščenske a rajón měl přibližně 23 tisíc obyvatel. 

## Sídla v rajónu
- Blahoviščenske